# Vaiavy Chila
Vaiavy Chila – malgaska piosenkarka i kompozytorka reprezentująca gatunek salegy.
Na początku swojej kariery była związana z grupą Jaojoby Junior, występując jako wokalistka wspierająca i tancerka. W 2004 r. skierowała się w stronę kariery solowej i wydała swój pierwszy album pt. Mahangôma.
Występuje zarówno w kraju, jak i za granicą.

## Dyskografia
- 2004: Mahangôma[3]
- 2006: Walli Walla[3]
- 2007: Lehilahy tsy Manefa[3]
- 2011: Za tian ny Vadiko[3]